# San-Martín-Gletscher
Der San-Martín-Gletscher ist ein großer Gletscher im westantarktischen Queen Elizabeth Land. Er fließt in westlicher Richtung zum Support-Force-Gletscher und halbiert dabei die Argentina Range in den Pensacola Mountains.
Der United States Geological Survey kartierte ihn anhand eigener Vermessungen und mithilfe von Luftaufnahmen der United States Navy von 1956 bis 1967. Das Advisory Committee on Antarctic Names benannte ihn 1968 nach dem argentinischen Eisbrecher ARA General San Martín, welcher zum Jahreswechsel 1955/1956 die erste Mannschaft der Belgrano-I-Station auf dem Filchner-Ronne-Schelfeis absetzte und mit dem zahlreiche Rettungs- und Versorgungsfahrten in diesem Gebiet unternommen wurden.